# Антония (фильм)
«Анто́ния» (нидерл. Antonia; альтернативное название — «Родосло́вная Анто́нии», от англ. Antonia's Line) — комедийная драма нидерландской сценаристки и режиссёра Марлен Горрис. Главную роль исполнила Виллеке ван Аммелрой. Мировая премьера картины состоялась 12 сентября 1995 года на кинофестивале в Торонто, где она получила приз зрительских симпатий. Позднее «Антония» также одержала победу в категории «Лучший фильм на иностранном языке» на 68-й премии «Оскар».

## Сюжет
Фильм охватывает минувшие сорок лет из жизни Антонии, которые она вспоминает в последний день перед смертью.
Вскоре после Второй мировой войны овдовевшая Антония вместе со своей взрослой дочерью Даниэль возвращается в родную деревню, где при смерти находится её больная мать. После похорон они вдвоём начинают обживать семейную ферму и между делом навещают старого друга Антонии, интеллектуала-затворника Кривопалого. Им пускается помогать парень по прозвищу Губошлёп. Другой житель деревни — фермер Бас, также вдовец и отец пяти сыновей, предлагает Антонии выйти за него замуж, но получает отказ. Однажды Даниэль случайно видит, как соседскую дочь Диди насилует старший брат, после чего они с Антонией берут девушку под свою опеку. Диди и Губошлёп сближаются, а одарённая богатым воображением Даниэль отправляется в художественное училище. Спустя некоторое время она заявляет, что хочет завести ребёнка. Они с Антонией едут в город, чтобы найти мужчину, который ненароком помогает ей забеременеть. У Даниэль рождается дочь Тереза.
Проходит шесть лет, маленькая Тереза подрастает. Местный священник «скидывает рясу» и находит себе пару, Диди беременеет от Губошлёпа, и они играют свадьбу, а Антония с фермером Басом вступают в романтическую связь, которая продлится вплоть до самой её смерти. В Терезе всё ярче проявляются задатки вундеркинда. Даниэль знакомится с её школьной учительницей Ларой и тут же влюбляется. Вскоре Лара отвечает ей взаимностью, и между ними также завязываются отношения.
Проходит ещё несколько лет. После долгого отсутствия брат Диди возвращается в деревню и насилует тринадцатилетнюю Терезу. Решившаяся на самосуд Антония берёт в руки ружьё и отправляется на его поиски. Угрожая насильнику оружием, она признаётся, что не может убить человека, но обещает наложить на него смертельное проклятие. В тот же вечер избитого местными жителями мужчину топит в чане собственный брат. Спустя годы двадцатилетняя Тереза преподаёт в университете. Она не может найти подходящего партнёра среди других интеллектуалов и заводит сексуальные отношения с другом детства Симоном, который давно в неё влюблён. Однажды Тереза обнаруживает, что беременна, и после некоторых раздумий решает оставить ребёнка. У Терезы и Симона рождается дочь Сара. Подросшая Сара, которая в фильме выступает в роли рассказчицы, становится свидетельницей того, как скоро начинают умирать жители деревни — друзья семьи и соседи. Так, Губошлёп погибает в результате несчастного случая с трактором, а пессимист Кривопалый, оставив своей бывшей воспитаннице Терезе предсмертную записку, совершает самоубийство.
В финале картины готовая к смерти Антония просит правнучку Сару позвать к ней в комнату остальных родственников и близких. Она спокойно умирает в своей постели в кругу семьи.

## В ролях

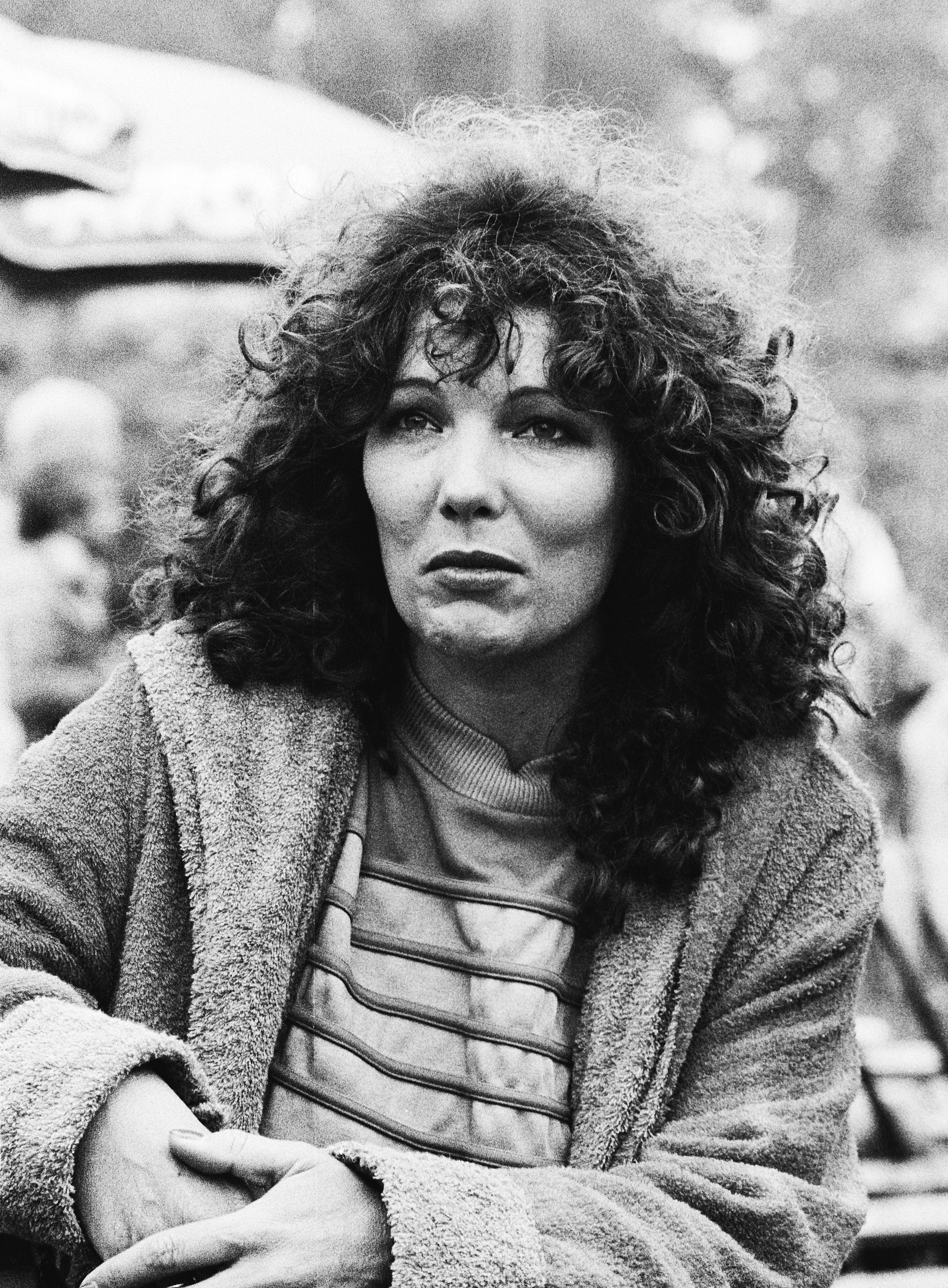
Исполнительница главной роли Виллеке ван Аммелрой

| Актёр                | Роль                     |
| -------------------- | ------------------------ |
| Виллеке ван Аммелрой | Антония                  |
| Эльс Доттерманс      | Даниэль                  |
| Дора ван дер Грун    | Аллегонде (мать Антонии) |
| Верле ван Оверлоп    | Тереза                   |
| Эстер Вриссендорп    | Тереза в 13 лет          |
| Каролин Спор         | Тереза в 6 лет           |
| Тирза Равестейн      | Сара                     |
| Миль Зегерс          | Кривопалый               |
| Ян Деклер            | фермер Бас               |
| Элси де Брау         | Лара                     |
| Рейну Буссемакер     | Симон                    |
| Марина де Граф       | Диди                     |
| Ян Стен              | Виллем (Губошлёп)        |

## Производство
Сценарий «Антонии» Марлен Горрис написала ещё в 1988 году. Следующие шесть лет ушли на поиск финансирования и локации для съёмок. В мае 1994 года на Каннском кинофестивале Горрис встретилась с продюсерами и инвесторами проекта. На тот момент фильм планировалось снять дважды, отдельно на английском и нидерландском языках, причём на ведущую роль рассматривали британскую актрису Джули Кристи. Однако в ходе обсуждения от этой идеи отказались как от нецелесообразной и решили снимать только на нидерландском языке. В качестве подходящей по сюжету локации была выбрана одна из деревень в соседней Бельгии. Съёмки картины закончились в ноябре 1994 года, а в начале весны 1995-го она была готова к пробному показу. Её бюджет составил около 1 835 000 фунтов стерлингов (то есть 2 845 000 долларов США).

## Критика
Американские критики восприняли фильм в основном положительно. Журнал «Нью-Йоркер» назвал его «нидерландской феминистской сказкой», а газета «Нью-Йорк таймс» — «произведением магического феминизма». Кинокритик Роджер Эберт оценил картину на четыре звезды из пяти и заметил, что её просмотр погружает зрителей «в необычное, дивное настроение: нам рассказывают истории, иногда необъяснимые, как чудо, а иногда земные, как скотный двор». Издание Boston Review написало, что фильм «по-моцартовски прекрасен: он настолько искусно сделан, что мы увлекаемся удивительным течением повествования и напрочь забываем отдать должное интеллектуальной смелости и мастерству режиссёра». По мнению профессора женских исследований Линды Лопес Макалистер, главным достижением Горрис стало «то, что она сумела создать ощущение места и персонажей, полных жизни, со своими причудами, особенностями и оплошностями, проникнутых любовью, яростью и желанием». Встречались и менее комплиментарные рецензии: например, обозреватель «Сан-Франциско кроникл» Эдвард Гутманн отметил рост Горрис как режиссёра, но при этом назвал «Антонию» фильмом для тех, «кто предпочитает истории о женщинах, процветающих вне мужского общества, и готов простить странную смесь сентиментальщины и мужененавистничества».
Для российского критика Сергея Кудрявцева феминистский и семейно-бытовой аспекты киноленты отошли на второй план. Он написал, что прежде всего автор «заставляет подумать о неистребимом природном инстинкте жить и продолжать род человеческий», а фильм «не только более лукав, но и по-своему мудр и философичен».
На родине в Нидерландах комментаторы были не так благосклонны: в сравнении с предыдущими работами Горрис картину посчитали более поверхностной, а после победы на «Оскаре» режиссёра и вовсе обвинили в том, что она сняла «голливудское кино». В статье «Почему американцы любят „Антонию“» Ханс Крон сделал вывод, что лента привлекла американского зрителя своей упрощённой кинореальностью. Том Ронсе увидел в американской популярности фильма подтверждение того, что ему не хватает глубины. Аб ван Иперен написал, что «Антония» — это нидерландская феминистская версия американского вестерна, в том числе его принципа, по которому сюжет преобладает над развитием персонажей. Как подытожил режиссёр Майк ван Дим, «из-за существующих культурных различий англоязычная аудитория оценила этот фильм гораздо больше, чем мы».

## Награды и номинации
| Год  | Фестиваль / Премия                     | Категория / Награда                           | Номинанты                  | Результат | Прим.  |
| ---- | -------------------------------------- | --------------------------------------------- | -------------------------- | --------- | ------ |
| 1995 | Кинофестиваль в Торонто                | Приз зрительских симпатий                     | Марлен Горрис              | Победа    | [ 12 ] |
| 1995 | «Золотой телёнок»                      | Лучший фильм                                  | Ханс де Верс Ханс де Волф  | Номинация | [ 14 ] |
| 1995 | «Золотой телёнок»                      | Лучшая режиссура художественного фильма       | Марлен Горрис              | Победа    | [ 15 ] |
| 1995 | «Золотой телёнок»                      | Лучшая актриса                                | Виллеке ван Аммелрой       | Победа    | [ 15 ] |
| 1995 | «Золотой телёнок»                      | Лучший актёр                                  | Ян Деклер                  | Номинация | [ 14 ] |
| 1995 | Премия имени Жозефа Плато              | Лучшая актриса                                | Эльс Доттерманс            | Победа    | [ 16 ] |
| 1995 | Международный кинофестиваль в Чикаго   | Приз зрительских симпатий «Gold Plaque»       | Марлен Горрис              | Победа    | [ 17 ] |
| 1995 | Международный кинофестиваль в Чикаго   | «Серебряный Хьюго» за лучший сценарий         | Марлен Горрис              | Победа    | [ 17 ] |
| 1995 | Международный кинофестиваль в Хэмптоне | Приз зрительских симпатий за лучшую режиссуру | Марлен Горрис              | Победа    | [ 18 ] |
| 1996 | «Оскар»                                | Лучший фильм на иностранном языке             | «Антония» (Нидерланды)     | Победа    | [ 19 ] |
| 1996 | Варшавский кинофестиваль               | Приз зрительских симпатий                     | Марлен Горрис              | Номинация | [ 20 ] |
| 1997 | GLAAD Media Awards                     | Выдающийся фильм в ограниченном прокате       | «Антония»                  | Номинация | [ 21 ] |
| 1997 | BAFTA                                  | Лучший неанглоязычный фильм                   | Марлен Горрис Ханс де Верс | Номинация | [ 22 ] |
| 2015 | Кинофестиваль Mezipatra                | Приз зрительских симпатий                     | Марлен Горрис              | Победа    | [ 23 ] |